# Schlei
Záliv Schlei (německy Schlei; dánsky Slien; starodánsky Slia), nebo též Slieský záliv, se rozkládá na severu Německa, na baltském (tj. východním) pobřeží Jutského poloostrova. Dlouhý a úzký tvar zálivu připomíná na mapě spíše širší řeku: zasahuje od moře 42 km do hloubi pevniny (až k městu Schleswig), jeho šířka je průměrně 1,3 km a hloubka kolem tří metrů. Vznikl v době ledové tlakem ledové masy tlačené od Skandinávie, nikoliv však stejným způsobem jako fjordy.
V zálivu se nachází ostrov Möveninsel („Racčí ostrov“) a u ústí poloostrov Schleimünde s majákem. Podél pobřeží zálivu je mnoho zátok; záliv sám pak svými vodami odděluje od sebe velké poloostrovy Angeln a Schwansen. Voda v zálivu je brakická. Biologickou zvláštností je druh síha, zvaný zde Schleischnäpel, typický je také výskyt lína (po němž má svůj název). Záliv je vhodný pro vodní sporty, hlavně plachtění. Je významnou rekreační oblast pro spolkovou zemi Šlesvicko-Holštýnsko a nedaleké velkoměsto Hamburk.
Na konci zálivu existovalo od 8. do 11. století významné vikinské hradiště Hedeby, u nějž později začínal známý obranný val Danevirke, které ale bylo nakonec vylidněno ve prospěch nové založeného Schleswigu. Dnes se tam nachází muzeum původního osídlení.

## Galerie

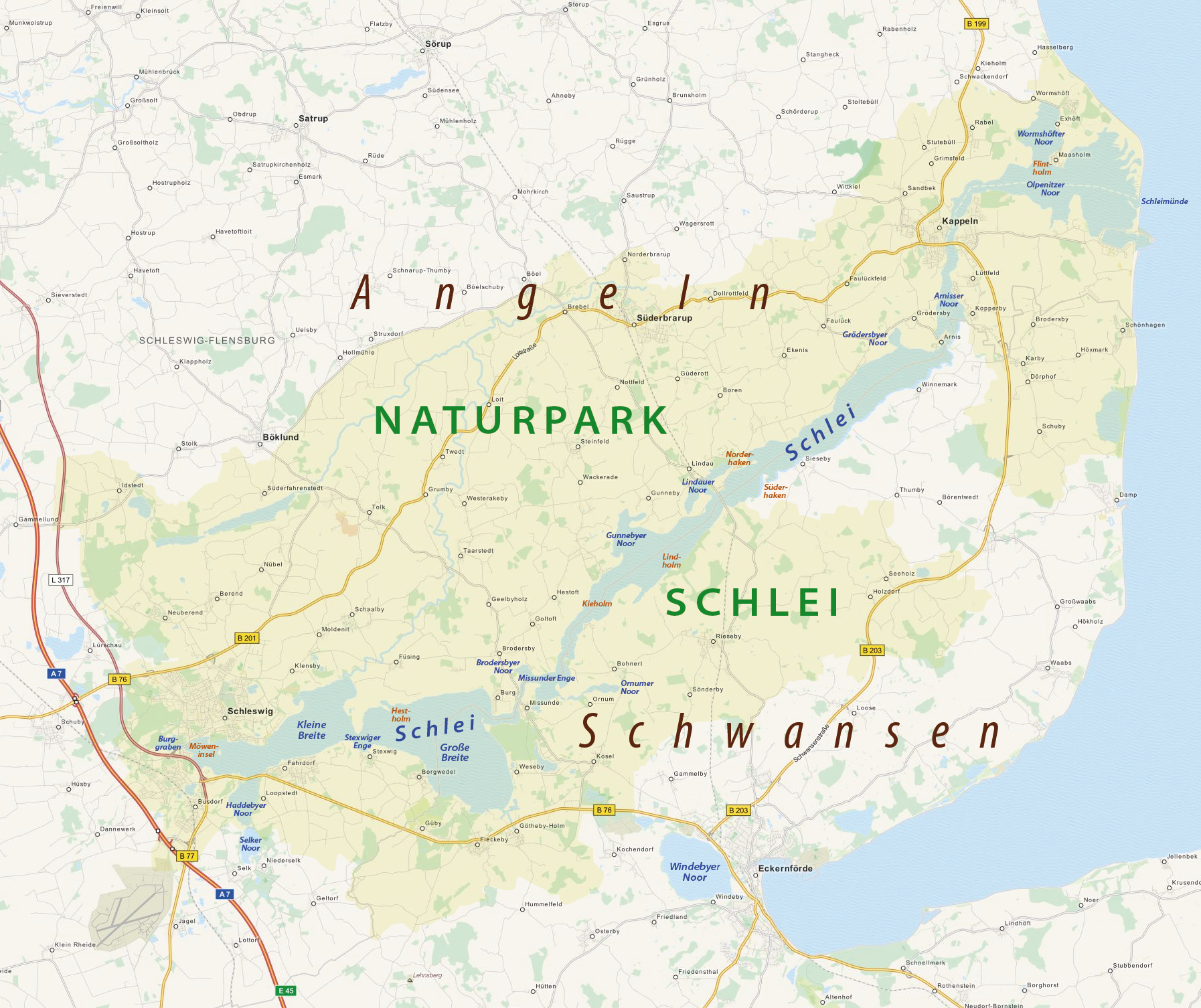
Mapa národního parku Schlei